# Дыхненко, Галина Борисовна
Гали́на Бори́совна Дыхне́нко (род. 10 декабря 1960, Москва) — российская арфистка , солистка государственного академического симфонического оркестра России, государственной академической симфонической капеллы России и оркестра Ярославской государственной филармонии. Заслуженный артист Российской Федерации (2002).

## Биография
Начальное музыкальное образование Галина Дыхненко получила в московской музыкальной школе имени Дунаевского у Мильды Агазарян. С 1974 по 1979 год она училась в центральной музыкальной школе при Московской консерватории. В 1979 году Дыхненко поступила, а в 1984 году — окончила Московскую консерваторию. В том же году она стала дипломантом Всесоюзного конкурса исполнителей на арфе.
Окончив консерваторию, Галина Дыхненко играла в симфоническом оркестре Ярославской областной филармонии. С 1989—1990 годах она была солисткой эстрадно-симфонического оркестра, а с 1990 по 1998 — солисткой государственной академической симфонической капеллы России. С 1998 года Дыхненко играла в симфоническом оркестре «Молодая Россия». В 2002 года она стала солисткой государственного академического симфонического оркестра России. В том же году Галине Дыхненко было присвоено звание заслуженный артист Российской Федерации.

## Награды и звания
- Дипломант Всесоюзного конкурса исполнителей на арфе (1984)
- Заслуженный артист Российской Федерации (2002)